# Скиф (спутниковая система)
Скиф — среднеорбитальная система спутниковой связи, создававшаяся в рамках российской целевой программы «Сфера». В окончательном виде система «Скиф» должна была включать 12 спутников на круговых полярных орбитах высотой 8070 км, расположенные в 3-х орбитальных плоскостях, по 4 спутника в каждой. Спутники должны быть созданы по технологии HTS, каждый должен иметь по несколько лучей в Ka-диапазоне с переиспользованием частот, пропускная способность каждого луча составит от 200 до 450 Мбит/с, суммарная пропускная способность каждого спутника — единицы Гбит/с. Кроме среднеорбитальных аппаратов в спутниковой группировке системы «Скиф» в 2021 году также был заявлен геостационарный спутник, работающий в Ku-диапазоне из позиции 157° в.д. Предполагалось, что стоимость передачи информации через спутники группировки «Скиф» будет сравнима с той, что предоставляют наземные операторы. В середине 2025 года работа над системой «Скиф» в рамках программы «Сфера» была прекращена и, согласно заявлению «Роскомоса», может иметь продолжение в том случае, если для системы найдутся частные инвесторы.

## История

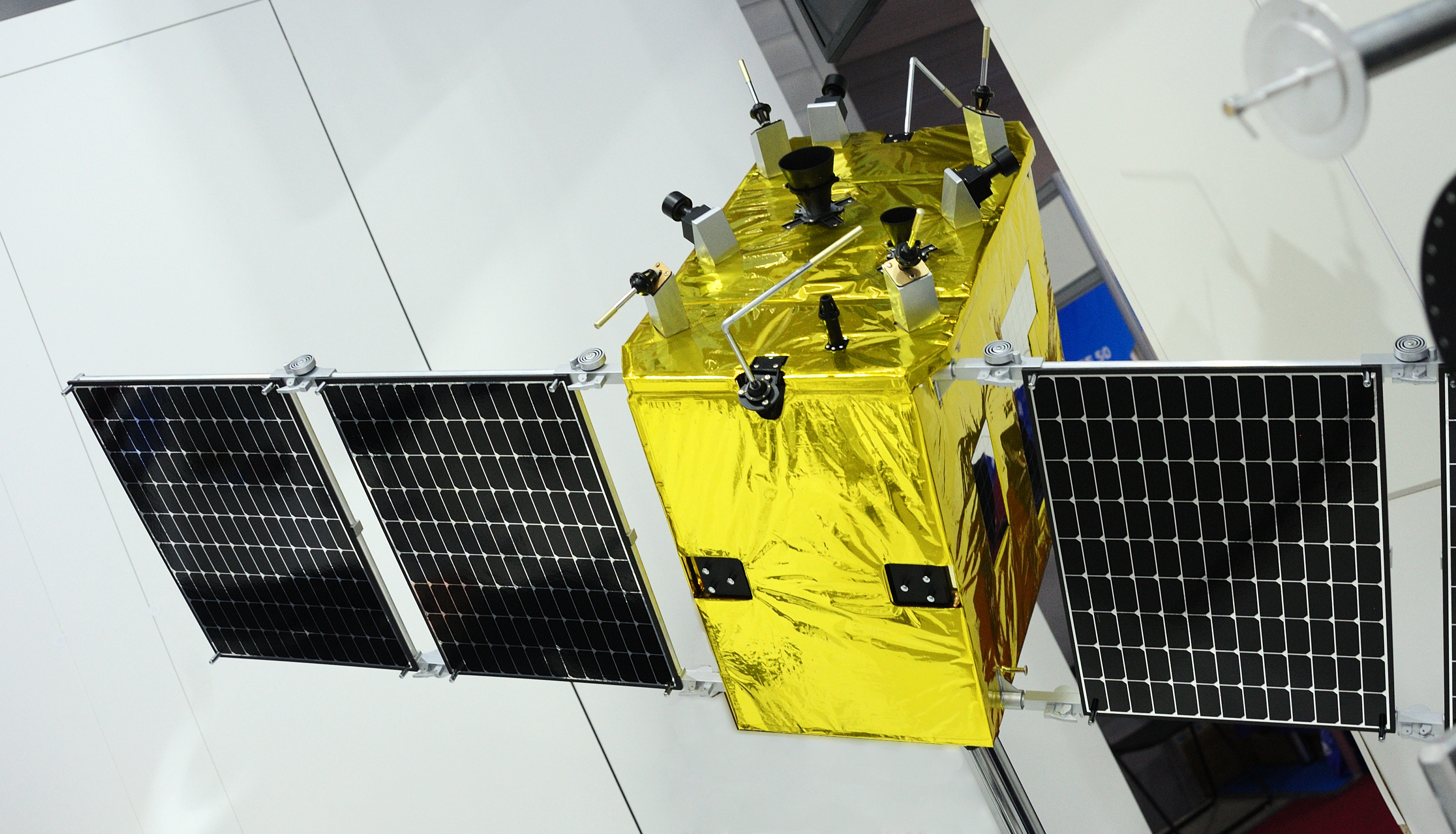
Макет спутника-демонстратора «Скиф-Д» на выставке «Армия 2023»

Концепция среднеорбитальной системы спутниковой связи «Скиф» была предложена компанией «Зонд-Холдинг» в 2015—2016 годах, как аналог системы O3b компании SES,  её основное отличие — зона покрытия: если орбиты спутников O3b расположены в плоскости экватора и обеспечивают связь только в зоне между 40-ми широтами, то услуги «Скифа», работающего на полярных орбитах, должны быть в перспективе доступны в любой точке Земли. В инициативном порядке была подана заявка на эту систему в Международный союз электросвязи.  После 2018 года система "Скиф" была включена в федеральную программу "Сфера". Разработка системы «Скиф»,осуществлялась совместно  «Зонд-Холдингом» и ИСС им. Решетнёва.
22 октября 2022  года был запущен малый спутник «Скиф-Д» (демонстрационный) массой 148 кг, построенный компанией ИСС им. Решетнёва. Цель запуска «Скиф-Д» — защитить орбитально-частотный ресурс системы «Скиф», который по правилам МСЭ нужно занять в течение определённого времени после его выделения, и провести эксперименты по функционированию космического аппарата на орбите, на которую ранее российские спутники не выводились.

## Перспективы
Штатные аппараты системы «Скиф», разрабатывавшиеся  предприятием «ИСС им. Решетнёва»,  должны были иметь массу порядка 1 тонны, окончательный облик аппаратов по состоянию на 2023 год был не определён. В рамках программы «Сфера» в 2027 году на орбите планировалось иметь 6 спутников системы «Скиф», которые позволят обеспечить непрерывное покрытие для широт выше 45° и с перерывами — в более низких широтах. Дальнейшее развитие группировки «Скиф» до 12 спутников позволит обеспечить глобальное непрерывное покрытие. Ожидаемая пропускная способность всей группировки — до 160 Гбит/с. Состав и изготовитель абонентского оборудования для системы по состоянию на 2022 год не определён —  формировалось техническое задание и вёлся поиск исполнителей.
Базовые (центральные) земные станции передачи информации, с четырьмя антенными постами каждая, также разрабатывались «ИСС им. Решетнёва».  В октябре 2023 года стали известны города, в которых, предположительно, будут установлены первые три станции, — Мурманск, Норильск и Анадырь.
В июне 2025 года генеральный директор Роскосмоса Дмитрий Баканов сообщил, что группировка «Скиф» не вошла в национальный проект по освоению космоса, ни одного штатного спутника из её состава до этого момента на орбиту выведено не было, дальнейшие судьба системы не ясна. «Роскосмосом» проект заморожен и может быть возобновлён, если к нему проявят интерес частные инвесторы.